# شارم++
شارم++ (بالإنجليزية: ++Charm)‏ هي لغة البرمجة موازية كائنية التوجه مستند إلى سي++ طورت في مختبر البرمجة المتوازية في جامعة إلينوي. صممت شارم ++ بهدف تعزيز الإنتاجية المبرمج من خلال توفير التجريد عالي المستوى لبرنامج مواز، وفي الوقت نفسه تقديم أداء جيد في مجموعة واسعة من منصات الأجهزة الأساسية. وتتحلل البرامج المكتوبة في شارم ++ إلى عدد من العناصر المتعاونة التي تعتمد على الرسائل والتي تسمى chares. عندما يستدعي المبرمج طريقة على كائن ما، يرسل نظام وقت التشغيل شارم ++ رسالة إلى الكائن الذي تم استدعاؤه ، والذي قد يكون موجودًا في معالج محلي أو في معالج بعيد في حساب متوازي. تؤدي هذه الرسالة إلى تنفيذ التعليمات البرمجية داخل chare للتعامل مع الرسالة بشكل غير متزامن.

## وصلات خارجية
- الموقع الرسمي